# Тыловайский район
Тыловайский район — административно-территориальная единица в составе Удмуртской АССР, существовавшая в 1935—1956 годах. Административный центр — село Тыловай.

## Население
По данным переписи населения 1939 года в Тыловайском районе проживало 17 345 чел., в том числе удмурты — 66,3 % и русские — 33,0 %.

## История
Тыловайский район был образован 23 января 1935 года из части территории Дебёсского и Шарканского районов. В состав района первоначально вошли 9 сельсоветов: Бородулинский, Зюзинский, Кулаковский, Старокычевский, Суроновский, Тыловайский, Уйвайский, Шуздялудский и Ягвайдурский.
Вскоре был упразднён Ягвайдурский с/с. 9 марта 1935 года на территории, переданной из Зуринского района, был образован Кедзинский с/с.
27 марта 1935 года Кулаковский с/с был переименован в Итинский. Образованы Верхнечеткерский и Кельдышевский с/с. В конце года был образован Оханский с/с и упразднён Кедзинский с/с.
29 ноября 1952 Шудзялудский с/с был переименован в Избушкинский.
16 июня 1954 года Избушкинский с/с был присоединён к Верхнечеткерскому, Суроновский — к Зюзинскому, Оханский — к Итинскому, Кельдышевский — к Бородулинскому. Также в первой половине 1950-х годов был упразднён Старокычевский с/с.
27 ноября 1956 года Тыловайский район был упразднён, а его территория разделена между Дебёсским (Верхнечеткерский, Тыловайский, Уйвайский с/с) и Шарканским (Бородулинский, Зюзинский, Итинский с/с) районами.